# 福雷倫巴赫河 (菲爾斯河支流)
49°11′3.5″N 11°56′16.4″E / 49.184306°N 11.937889°E

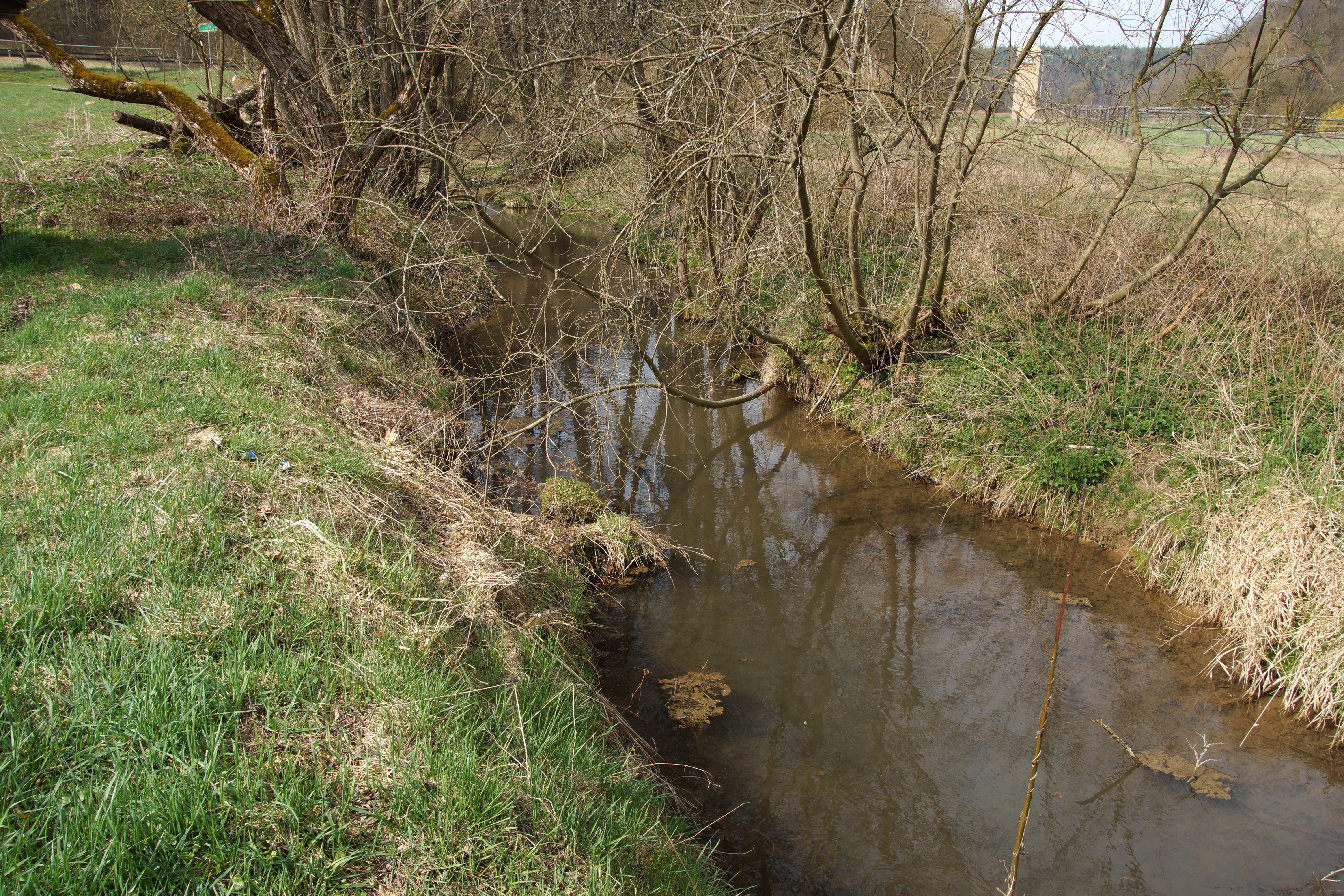

福雷倫巴赫河是德國的河流，位於該國東南部，由巴伐利亞負責管轄，屬於菲爾斯河的右支流，河道全長9.3公里，河畔城鎮有卡爾明茨。